# Issans
Issans település Franciaországban, Doubs megyében. Lakosainak száma 241 fő (2022. január 1.). Issans Raynans, Montbéliard, Saint-Julien-lès-Montbéliard, Allondans és Dung községekkel határos.

## Népesség
A település népességének változása:
| Lakosok száma | 99   | 264  | 266  | 253  | 259  | 247  | 238  | 235  | 237  | 241  |
|               | 1968 | 1982 | 1990 | 2006 | 2013 | 2015 | 2017 | 2019 | 2020 | 2022 |